# Lablabi
|  | Aquest article tracta sobre l'estofat de Tunis. Si cerqueu l'snack turc, vegeu «Leblebi». |

El lablabi o leblebi és un plat, similar a l'hummus, popular de la cuina tunisiana a base de cigrons, pa i brou cuinats en una cassola de fang. S'amaneix amb oli d'oliva, harissa, comí, sal, i opcionalment vinagre o suc de llimona. Es pot enriquir amb ou cuit, tonyina, olives o tàperes. A Bizerte, una regió d Tunísia és típic menjar-ho en entrepà.
L'hergma n'és una versió tradicional, tot i que menys habitual, que es fa amb peus de vedella.